# Antica diocesi di Coventry e Lichfield

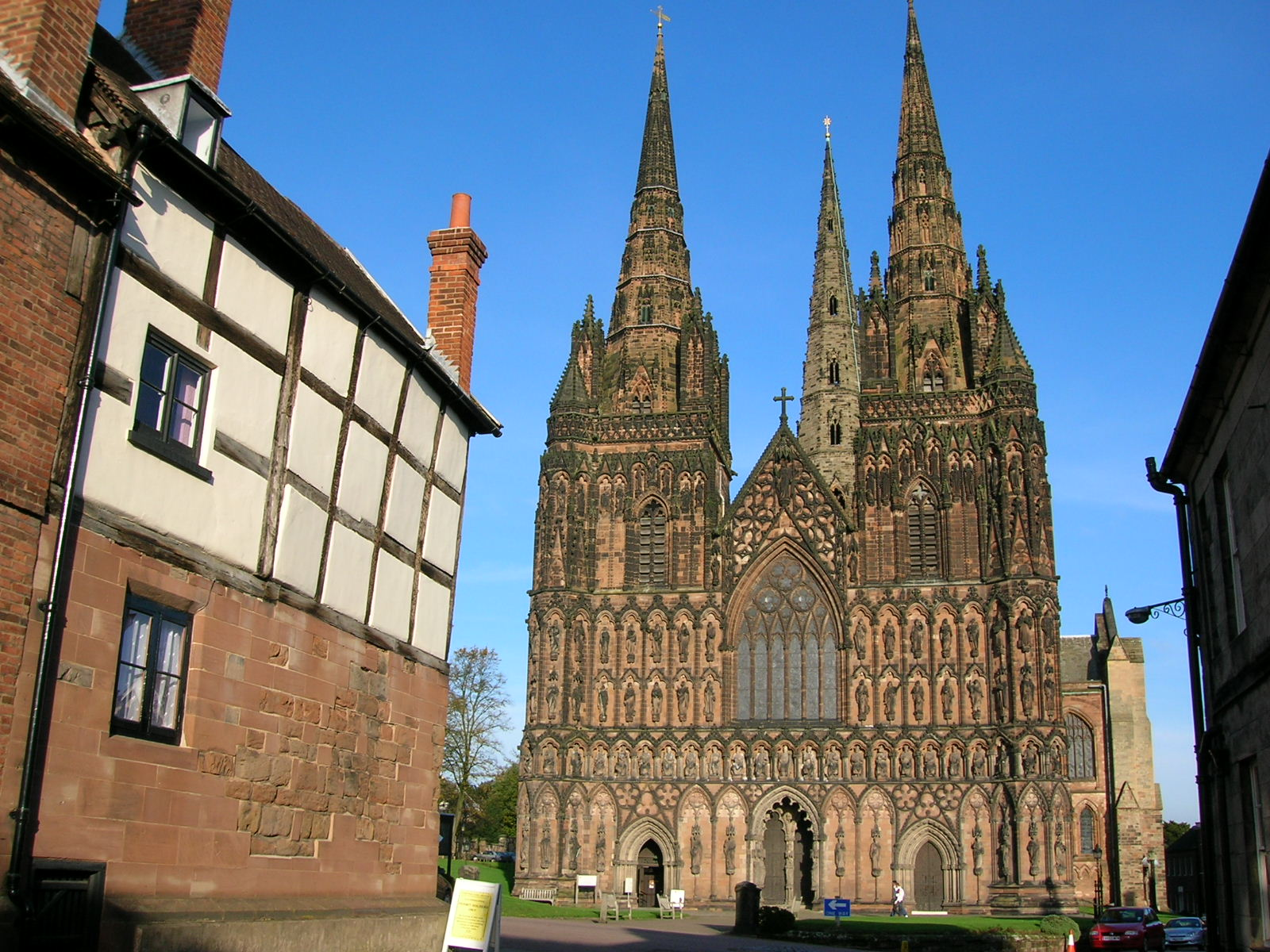
La cattedrale di Lichfield.

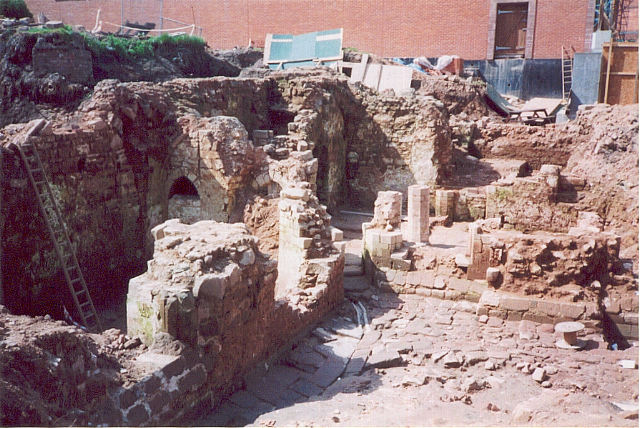
Resti della primitiva cattedrale di Coventry, dedicata alla Beata Vergine Maria.

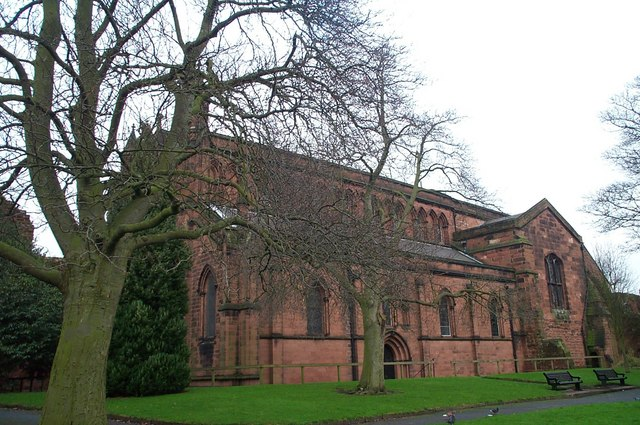
L'odierna chiesa di San Giovanni Battista a Chester, ricostruita nell'Ottocento sul sito dell'antica cattedrale medievale.

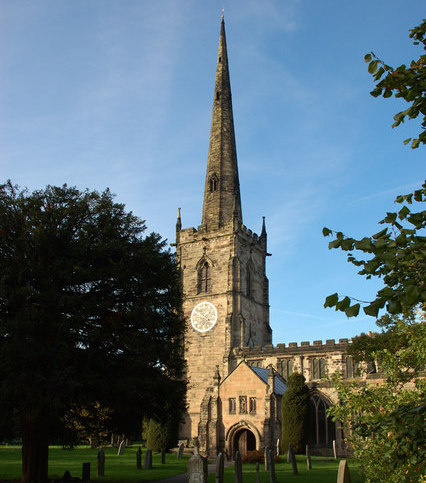
San Wystan fu la chiesa dell'abbazia di Repton, fondata attorno al 600, prima sede dei vescovi di Mercia.

La diocesi di Coventry e Lichfield (in latino: Dioecesis Conventrensis et Lichefeldensis) è una sede soppressa della Chiesa cattolica.

## Territorio
La diocesi, situata nella regione centrale dell'Inghilterra, comprendeva le contee di Derby, Salop, Stafford e parte di Warwick.
Sede vescovile era la città di Coventry, nell'attuale contea di West Midlands. Della prima cattedrale, dedicata alla Beata Vergine Maria, oggi restano solo rovine dopo la distruzione nel Cinquecento. La seconda cattedrale di Coventry (divenuta tale solo nel 1918), dedicata a San Michele, fu edificata nel XIV secolo con un'alta guglia di 87 metri, ma venne distrutta durante i bombardamenti della seconda guerra mondiale. A Lichfield si trova la cattedrale anch'essa dedicata alla Madonna.
Il territorio era suddiviso in quattro arcidiaconati: Derby, Shrewsbury, Stafford e Coventry.

## Storia
I missionari inviati in Britannia da papa Gregorio Magno ebbero inizialmente delle difficoltà nell'opera di evangelizzazione del regno di Mercia. Il suo più importante sovrano di questo periodo, Penda († 655), rimase pagano fino alla fine della sua vita. La situazione cambiò dopo la sconfitta subita a Winwaed (654). Il figlio di Penda, Peada, fu battezzato, lo stesso anno dall'abate-vescovo di Lindisfarne, Finan.
Contemporaneamente, il monaco irlandese Diuma fu inviato in Mercia come vescovo missionario e due anni dopo fondò la diocesi di Mercia con sede a Repton (656). Nel 669 san Chad trasferì la sede episcopale a Lichfield.
Tra il 676 e il 680 circa la vasta diocesi del regno di Mercia fu suddivisa dando origine a quattro nuove sedi: Lindsey, Leicester (in seguito unite a formare la diocesi di Lincoln), Worcester e Hereford.
Nel 788 i re di Mercia cercarono di erigere Lichfied, principale sede episcopale del proprio regno, in sede metropolitana. Questo tentativo, che perdurò fino all'802/803, non ebbe in seguito alcuna consistenza.
In forza delle decisioni del sinodo di Londra del 1075, che stabiliva l'obbligo di trasferire le sedi episcopali nelle città più importanti con l'abbandono dei piccoli centri di campagna, il vescovo Peter trasferì la sede episcopale da Lichfield a Chester, erigendo a cattedrale la chiesa collegiale di San Giovanni Battista. Questa nuova sede ebbe però vita breve. Infatti il 18 aprile 1102 il suo successore Robert de Limesey trasferì nuovamente la sede episcopale nell'abbazia benedettina di Coventry, fondata verso il 1043, e contestualmente ottenne da papa Pasquale II che il titolo abbaziale fosse unito a quello vescovile e che il capitolo abbaziale divenisse il nuovo capitolo della diocesi. I vescovi successivi, pur risiedendo a Coventry, continuarono a chiamarsi vescovi di Chester per tutto il XII secolo.
Sul finire del XII secolo il vescovo Hugh Nonant cercò con la forza di secolarizzare il capitolo della cattedrale; in un primo momento ebbe ragione, in forza di una decisione di papa Clemente III dell'ottobre 1190; ma gli argomenti riportati dai monaci in loro difesa fece ribaltare la decisione presa con un altro editto di papa Innocenzo III del 1198, che impose il ritorno dei benedettini nella cattedrale di Coventry.
A partire dal successore di Nonant, Geoffrey de Muschamp, e fino alla riforma, i vescovi posero abitualmente la loro residenza a Lichfield, pur conservando un proprio palazzo a Coventry. È dunque solo da questo periodo che i vescovi assunsero il nome di "vescovi di Coventry e Lichfield", con due cattedrali e due capitoli, quello monastico di Coventry e quello secolare di Lichfield. Questo dualismo fu spesso causa di discordie in occasione delle nomine dei vescovi, che non di rado furono nominati d'autorità dalla Santa Sede.
Nel Trecento una parte importante della diocesi con al centro la città di Wolverhampton divenne esente dalla giurisdizione vescovile, perché sede di una chiesa palatina, ossia la Collegiata Reale di San Pietro, il cui speciale status fu definitivamente riconosciuto da una bolla papale del 1480, quando la carica di decano del capitolo canonicale di questa chiesa venne unita a quella di decano della Cappella Reale di Windsor. Tale situazione durò quasi quattro secoli, cioè anche dopo lo scisma anglicano.
Il 4 agosto 1541 cedette una porzione di territorio a vantaggio dell'erezione della diocesi di Chester.
L'ultimo vescovo in comunione con la sede di Roma fu Ralph Baines, deceduto il 24 novembre 1559.

## Cronotassi dei vescovi

### Abati-vescovi di Mercia
- Diuma † (656 - 658 deceduto)
- Ceollach † (658 - 659 deceduto)
- Trumhere † (659 - 662 deceduto)
- Jaruman † (663 - 669 deceduto)

### Vescovi di Lichfield
- San Chad † (669 - 2 marzo 672 deceduto)
- Winfrith † (673 - 674 deposto)
- Seaxwulf † (675 - circa 691 deceduto)
- Headdi † (691 - 721 deceduto)
- Aldwine † (721 - 737 deceduto)
- Witta † (737)
- Hemele † (circa 752 - 765 deceduto)
- Cuthfrith † (765 - circa 768 deceduto)
- Berhthun † (768 - circa 785 deceduto)
- Hygeberht † (785 - 786 deceduto)
- Ealdwulf † (786 - 814 deceduto)
- Herewine † (816 - 817/818 deceduto)
- Aethelwald † (818 - 828 deceduto)
- Humbert † (829 consacrato - 20 novembre 870 deceduto)
- Cineferth † (870 - 870/890 deceduto)
- Tunberht † (890 - 920 deceduto)
- Wigmund †
- Aelfwine † (909 o 920 - 926 o 944 deceduto)
- Alfgar † (944 - 960 deceduto)
- Kynsy † (960 - 974 deceduto)
- Winsey † (974 - 992 deceduto)
- Elphege † (992 - 1007 deceduto)
- Godwin † (1007 - 1020 deceduto)
- Leofgar † (1020 - 1027 deceduto)
- Brithmar † (1027 - 1039 deceduto)
- Wulfsige † (1039 - ottobre 1053 deceduto)
- Leofwin † (1053 - 1066 deceduto)
  - Sede vacante (1066-1072)
  - San Vulstano † (1071 - 1072 dimesso) (amministratore apostolico)

### Vescovi di Chester
- Peter † (1072 - circa 1085 deceduto)
- Robert de Limesey † (1086 consacrato - 18 aprile 1102 trasferisce la sede a Coventry)

### Vescovi di Coventry e Lichfield
- Robert de Limesey † (18 aprile 1102 - 1º settembre 1117 deceduto)
  - Sede vacante (1117-1121)
- Robert Peche † (13 marzo 1121 - 22 agosto 1127 deceduto)
- Roger de Clinton † (22 dicembre 1129 - 16 aprile 1148 deceduto)
- Walter Durdent † (2 ottobre 1149 - 7 dicembre 1160 deceduto)
- Richard Peche † (1161 - 6 ottobre 1181 deceduto)
- Gerard la Pucelle † (25 settembre 1183 - 13 gennaio 1184 deceduto)
  - Sede vacante (1184-1188)
- Hugh Nonant † (31 gennaio 1188 - 27 aprile 1198 deceduto)
- Geoffrey de Muschamp † (21 giugno 1198 consacrato - 6 ottobre 1208 deceduto)
  - Sede vacante (1208-1215)
- William de Cornhill † (25 gennaio 1215 - 19 agosto 1223 deceduto)
- Alexander de Stavenby † (13 aprile 1224 - 26 dicembre 1238 deceduto)
- Hugh de Pateshull † (1º luglio 1240 - 8 dicembre 1241 deceduto)
- William † (12 dicembre 1243 - 1245 dimesso)
- Roger Weseham † (4 luglio 1245 - 4 dicembre 1256 dimesso)
- Roger de Meyland † (10 marzo 1258 - 16 dicembre 1295 deceduto)
- Walter Langton † (17 agosto 1296 - 13 novembre 1321 deceduto)
- Roger Northburgh † (11 gennaio 1322 - 13 dicembre 1358 deceduto)
- Robert de Stretton † (22 aprile 1360 - 28 marzo 1385 deceduto)
- Walter Skirlaw † (27 ottobre 1385 - 25 agosto 1386 nominato vescovo di Bath e Wells)
- Richard le Scrope † (21 agosto 1386 - 15 marzo 1398 nominato arcivescovo di York)
- John Burghill, O.P. † (12 luglio 1398 - 20 maggio 1414 deceduto)
- John Catterick † (1º febbraio 1415 - 20 novembre 1419 nominato vescovo di Exeter)
- William Heyworth, O.S.B. † (20 novembre 1419 - 13 marzo 1447 deceduto)
- William Booth † (26 aprile 1447 - 28 luglio 1452 nominato arcivescovo di York)
- Nicholas Close † (30 agosto 1452 - 24 novembre 1452 deceduto)
- Reginald Boulers † (7 febbraio 1453 - 10 aprile 1459 deceduto)
- John Hales † (20 settembre 1459 - 30 dicembre 1490 deceduto)
- William Smyth † (1º ottobre 1492 - 6 novembre 1495 nominato vescovo di Lincoln)
- John Arundel † (3 agosto 1496 - 8 aprile 1502 nominato vescovo di Exeter)
- Geoffrey Blythe † (5 maggio 1503 - prima del 1º marzo 1531 deceduto)
  - Rowland Lee † (1533 - 1543) (vescovo anglicano)
  - Richard Sampson † (1543 - 1554) (vescovo anglicano)
- Ralph Baines † (21 giugno 1555 - 24 novembre 1559 deceduto)